# حصاد عشوائي (فلم)
حصاد عشوائي (بالإنجليزية: Random Harvest) هو فيلم دراما صدر في سنة 1942.

## بطولة
- رونالد كولمان
- غرير غارسون

## القصة
«جون سميث» (رونالد كولمان) هو الضابط البريطاني الذي كان بالغاز وأصبح قذيفة صدمت في الخنادق خلال الحرب العالمية الأولى. ويقتصر عليه أن لجوء باعتباره سجين مجهولين لانه فقد ذاكرته ولديه صعوبة في الحديث . عندما تنتهي الحرب، الابتهاج يثور في بلدة قريبة من ميلب ريدج والمتحكمين التخلي عن وظائفهم للانضمام إلى الاحتفال. مع أي شخص لمنعه ، سميث يجول ببساطة قبالة.

## الميزانية والإيرادات
بلغت تكلفة إنتاج الفيلم حوالي 1,210,000 دولار بينما حقق أرباحا تقدر بـ 4,650,000 (Domestic earnings), 3,497,000 (Foreign earnings) دولار.

### ترشيحات وجوائز
| السنة | الحدث  | الفئة     | النتيجة |
| ----- | ------ | --------- | ------- |
|       | أوسكار | أفضل فيلم | ترشـيـح |

## وصلات خارجية
- مقالات تستعمل روابط فنية بلا صلة مع ويكي بيانات